# Ipericina
L'ipericina è un naftodiantrone, un derivato antrachinonico, che costituisce uno dei principali composti chimici isolati dalle piante del genere Hypericum. Presente in tutte le parti anatomiche ad eccezione delle radici, è stata isolata originariamente da H. hirsutum per opera di Brockmann et al. nel 1939.

## Caratteristiche chimiche
L'ipericina è un composto solido, dal colore blu-nero, che può essere cristallizzato utilizzando la piridina con una soluzione di acido cloridrico in metanolo. È insolubile in acqua e si decompone a 320 °C. La sostanza ha carattere acido e tende a formare con le basi inorganiche sali che, al contrario del composto originario, sono solubili in solventi polari.

## Biosintesi
La biosintesi segue la via dei polichetidi che, a partire da un ottachetide, porta alla formazione dell'emodina antrone che rappresenta il precursore dell'ipericina e della pseudoipericina, composto strettamente imparentato in cui un gruppo metile (-CH3) presente su un anello benzenico è sostituito da un gruppo alcolico -CH2OH. Per successiva reazione di condensazione si forma l'emodina diantrone che a sua volta subisce una ossidazione fenolica generando la protoipericina, la quale per azione della luce e dell'enzima Hyp-1 produce l'ipericina.

## Proprietà farmacologiche
L'ipericina, principio attivo dell'Erba di San Giovanni (Hypericum perforatum), si ritiene possieda proprietà antidepressive, antibatteriche e antivirali, e capacità di favorire la guarigione delle ferite.
L'effetto antidepressivo, che si credeva in precedenza essere dovuto all'inibizione delle monoammino ossidasi (MAO), si ritiene adesso sia legato all'inibizione della ricaptazione di neurotrasmettitori eccitatori quali la serotonina, la norepinefrina e la dopamina. L'attività antibatterica e antivirale sarebbe invece dovuta alla fotoattivazione dell'ipericina che è in grado di produrre specie reattive dell'ossigeno (ROS) che causano la foto-ossidazione delle cellule di virus e batteri, uccidendo i microrganismi. Infine, la capacità di guarire le ferite si pensa sia legata alle proprietà astringenti.
Dato che l'ipericina tende ad accumularsi preferenzialmente nel tessuto neoplastico rispetto al tessuto normale, essa può essere sfruttata nella diagnosi fotodinamica come efficace marcatore fluorescente per la diagnosi di patologie tumorali. Le sue proprietà fotochimiche la rendono utile anche per la terapia fotodinamica del cancro, grazie all'effetto citotossico generato dalle specie reattive dell'ossigeno prodotte per irradiazione con luce della lunghezza d'onda di circa 600 nm.
I principali effetti collaterali del composto, d'altra parte, sono anch'essi legati alle sue proprietà fotosensibilizzanti e consistono in reazioni fototossiche delle pelle, della lente dell'occhio e della retina con la possibilità di evolvere nella degenerazione maculare.